# ساموآ در المپیک تابستانی ۲۰۲۴
کاروان المپیکی ساموآ، یکی از کاروان‌های شرکت‌کننده در بازی‌های المپیک تابستانی ۲۰۲۴ بود. این دوره از بازی‌ها از ۲۶ ژوئیه تا ۱۱ اوت ۲۰۲۴ (۵ تا ۲۱ امرداد ۱۴۰۳ خورشیدی) به میزبانی پاریس، پایتخت فرانسه برگزار شد. این حضور، یازدهمین تجربه حضور این کاروان در المپیک بود. آن‌ها چهاردوره را به تحت عنوان ساموآی غربی به رقابت پرداختند.

## شرکت‌کنندگان
فهرست زیر به ورزش‌هایی که ورزشکاران این کاروان در آن‌ها به رقابت پرداختند اشاره دارد.
| ورزش             | مردان | زنان | مجموع |
| ---------------- | ----- | ---- | ----- |
| دو و میدانی      | ۱     | ۰    | ۱     |
| بوکس             | ۱     | ۰    | ۱     |
| قایقرانی         | ۱     | ۱    | ۲     |
| جودو             | ۱     | ۰    | ۱     |
| راگبی ۷ نفره     | ۱۲    | ۰    | ۱۲    |
| قایقرانی بادبانی | ۱     | ۱    | ۲     |
| شنا              | ۱     | ۱    | ۲     |
| وزنه‌برداری       | ۱     | ۱    | ۲     |
| کشتی             | ۱     | ۰    | ۱     |
| مجموع            | ۲۰    | ۴    | ۲۴    |